# Windsor and Maidenhead
Royal Borough of Windsor and Maidenhead (Burgul regal Windsor și Maidenhead) este un burg și o Autoritate Unitară în regiunea South East England. Pe teritoriul său se află Castelul Windsor, una dintre cele mai importante reședințe regale engleze.

## Orașe
- Ascot;
- Eton;
- Maidenhead;
- Windsor;

1. ↑   https://ons.maps.arcgis.com/home/item.html?id=a79de233ad254a6d9f76298e666abb2b Lipsește sau este vid: |title= (ajutor)